# Anton Lap
Anton Lap, slovenski vrtnar, * 7. avgust 1894, Kamnik, † 29. januar 1971, Ljubljana. 
Rodil se je očetu Antonu st. in materi Mariji (rojena Gerčar). Ljudsko šolo je obiskoval v Kamniku, se izučil vrtnarskega poklica, nadaljeval šolanje in diplomiral na višji sadjarski in vrtnarski šoli v Lednicah na Moravskem. Po končanem študiju je bil suplent na raznih kmetijskih šolah v Sloveniji ter služboval kot kmetijski referent, nazadnje v Mestni vrtnariji v Ljubljani. Leta 1929 je bil imenovan za nadzornika te vrtnarije, pozneje je bil nadzornik Mestnega gozdarstva in Centralnega šolskega vrta v Ljubljani ter predavatelj v Mladiki, od 1933 pa ravnatelj ljubljanske Mestne vrtnarije. Z Jožetom Plečnikom je sodeloval pri urejanju
Tivolija, Rožnika, Golovca, grajskega griča, Kongresnega trga in Miklošičevega parka, pri zasajanju mestnih drevoredov in nasadov ter pri urejanju zasebnih vrtov. Od leta 1948 je sodeloval tudi z arhitektom Edvardom Ravnikarjem pri krajinskem urejanju letoviških in turističnih krajev. Njegova hčerka, arhitektka Janja Lap (1929–2004) je bila znana oblikovalka stekla.